# Laurens Devos
Laurens Devos  (Malle, 15 augustus 2000) is een Belgisch tafeltennisser.

## Levensloop
Devos nam voor het eerst deel aan de Paralympische Zomerspelen 2016. In de finale versloeg hij de Nederlander Gerben Last met 0-3. De setstanden waren 8-11, 7-11 en 4-11 de wedstrijd duurde maar 18 minuten. Devos werd zo de jongste tafeltennisser die goud behaalt op de Paralympische Spelen.
Op de Bayreuth Open wist Devos geen enkele set in de groepsfase te verliezen. In de 8ste finale was hij vrij en kwam zo rechtstreeks uit in de kwartfinale tegen de Braziliaan Moreira (ITTF 23) die hij met 3-0 won. Ook de halve finale wist hij met 3-0 te winnen, deze keer tegen de Fin Miettinen (ITTF 16). In de finale speelde hij tegen de Rus Nozdunov (ITTF 3). Hij won de finale met 3-2. Door dit goede resultaat mag Devos zich op 17-jarige leeftijd nummer 1 van de wereld noemen.
Op de Paralympische Zomerspelen 2020 won hij driemaal op een rij met 3-0 van Tahl Leibovitz, Juan Perez Gonzalez en Tajudeen Agunbiade onderweg naar de halve finales. In zijn halve finale won hij met 3-2 van de Rus Iurii Nozdrunov om door te stoten naar de finale. In de finale wachtte de 31-jarige Australische-Chinees Ma Lin (de Olympische kampioen van 2012 en huidig nummer 3). Hij verloor door te veel fouten de eerste set, maar won dan drie sets op een rij en wist zo zijn Olympische titel te verlengen.
In 2016 werd hij verkozen tot Paralympiër van het jaar en in juni 2017 voerde hij de wereldranglijst aan.

## Persoonlijk
Devos is geboren met hemiplegie (een halfzijdige verlamming).
Zijn oudere broer Robin Devos speelt eveneens tafeltennis op een hoog niveau.